# Neurellipes fulvus
Neurellipes fulvus är en fjärilsart som beskrevs av Henry Stempffer 1962. Neurellipes fulvus ingår i släktet Neurellipes och familjen juvelvingar. Inga underarter finns listade i Catalogue of Life.